# جون دبليو. فيتزباتريك
جون دبليو. فيتزباتريك (بالإنجليزية: John W. Fitzpatrick)‏ هو عالم حيوانات وعالم طيور أمريكي، ولد في 17 سبتمبر 1951 في سانت بول في الولايات المتحدة.

## وصلات خارجية
- الموقع الرسمي
- جون دبليو. فيتزباتريك على موقع IMDb (الإنجليزية)
- جون دبليو. فيتزباتريك على موقع قاعدة بيانات الفيلم (الإنجليزية)